# Teorema di Brothers-Ziemer
Il teorema di Brothers-Ziemer afferma che la norma Lp del gradiente di una funzione è sempre maggiore o uguale della norma Lp del gradiente del suo riordinamento monotono decrescente. Se inoltre la misura n-1 dei punti a gradiente nullo è zero vale l'uguaglianza a meno di traslazione.
Se si indica con {\displaystyle \omega _{n}} il volume della sfera unitaria di {\displaystyle \mathbb {R} ^{n}} e con {\displaystyle M} il sup-essenziale della funzione {\displaystyle u}, eventualmente anche {\displaystyle +\infty }, si definisce la misura dei sopralivelli per {\displaystyle t\in [0,M)} come:
{\displaystyle \mu (t)={\mathcal {H}}^{n}\left(\{x\,:\,u(x)>t\}\right)}
dove {\displaystyle {\mathcal {H}}^{n}} è la misura di Hausdorff n-dimensionale. Si indica con {\displaystyle u^{*}} il riordinamento definito da:
{\displaystyle u^{*}(x)=\sup \,\{t\in [0,M)\,:\,\mu (t)>\omega _{n}|x|^{n}\}}

## Il teorema
Siano {\displaystyle 1\leq p<+\infty } e {\displaystyle u:\mathbb {R} ^{n}\rightarrow \mathbb {R} ^{+}} di {\displaystyle W^{1,p}(\mathbb {R} ^{n})}.
Allora vale:
{\displaystyle \int _{\mathbb {R} ^{n}}|\nabla u^{*}|^{p}d{\mathcal {H}}^{n}\leq \int _{\mathbb {R} ^{n}}|\nabla u|^{p}d{\mathcal {H}}^{n}}
Inoltre se {\displaystyle p>1} e:
{\displaystyle {\mathcal {H}}^{n}\left(\left\{x\,:\,|\nabla u(x)|=0\right\}\cap {u}^{-1}(0,M)\right)=0}
e vale l'uguaglianza tra i due integrali, allora la funzione {\displaystyle u^{*}} è uguale quasi ovunque a una traslata di {\displaystyle u}.

## Conseguenze

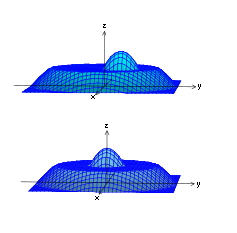
Funzione non simmetrica e sua riarrangiata con la stessa norma

Il teorema di Brothers e Ziemer risulta un completamento della disuguaglianza di Pólya-Szegő. Esso afferma che il riordinamento radiale di una funzione ha norma {\displaystyle W^{1,p}} minore o al più uguale della funzione stessa. In pratica se si vuole minimizzare la norma in {\displaystyle W^{1,p}} è possibile cercare tale minimo tra le funzioni a simmetria radiale, avendo il riordinamento tale proprietà; potrebbero comunque esistere funzioni che non hanno simmetria radiale ma che minimizzano tale norma.
In figura è presentata una funzione non simmetrica ed il suo riordinamento radiale. È evidente in questo caso che la norma {\displaystyle W^{1,p}} delle due funzioni è la stessa. L'esempio costruito presenta una funzione in cui l'insieme dei punti a gradiente nullo è positivo.
Il teorema di Brothers e Ziemer, con l'ulteriore ipotesi che  l'insieme in cui il gradiente è nullo abbia misura nulla, permette di concludere che le funzioni che minimizzano la norma {\displaystyle W^{1,p}} sono tutte e sole quelle a simmetria radiale.
Il teorema di Brothers e Ziemer risulta particolarmente comodo per stabilire il valore delle costanti ottimali nelle disuguaglianze di Sobolev.